# Коньки (археологический памятник)

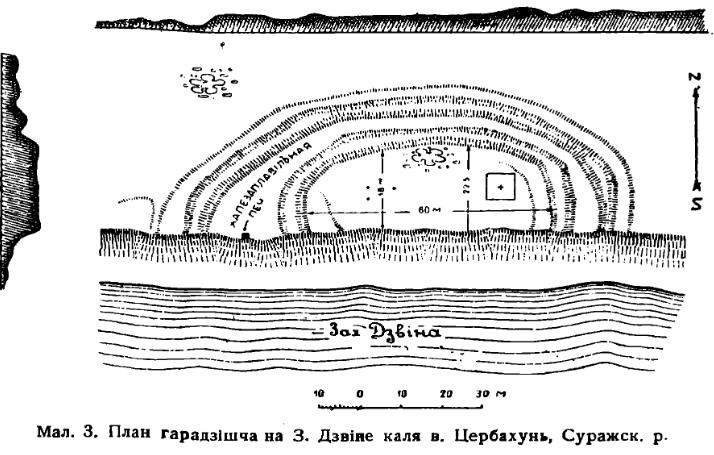
план городища

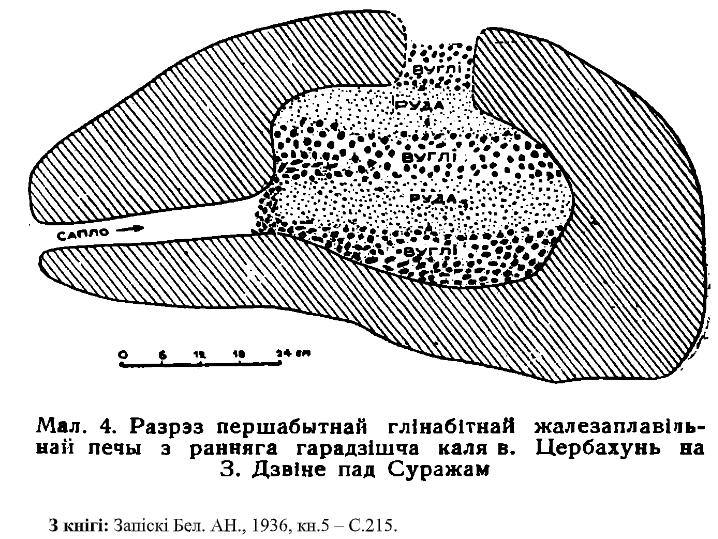
глинобитная печь (разрез)

Коньки — археологический памятник — городище днепро-двинской культуры около деревни Коньки (нежил., Витебский район, Беларусь). В 0,5 км на юго-восток от деревни, в урочище Тербохунь.
Занимает холм на правом берегу реки Западная Двина. Площадка размером 40х60 м, южная часть размыта рекой. Укреплена рвами глубиной 1,5 и 2 м и 3 кольцевыми валами: один — вокруг площадки, второй и третий — на склоне, высота их соответственно 2,5, 2 и 1,5 м. Площадка занята кладбищем. Исследовали в 1939 году А. М. Левданский и К. М. Поликарпович, в 1951 году Л. В. Алексеев. Обследовал в 1981 году Л. В. Колядинский.
Культурный пласт 0,6-0,8 м. Во время раскопок 1934 г. найдена почти целая печь-домница размерами 35х45 см, остатки железных шлаков в середине печки и вокруг неё, фрагменты лепной гладкостенной керамики.

В 1940-е годы городище начали использовать в качестве кладбища: сначала сюда хоронили людей, которые были убиты гитлеровскими карателями, потом – жителей д. Коньки. В качестве кладбища городище использовали до середины 1980-х гг.

## Литература

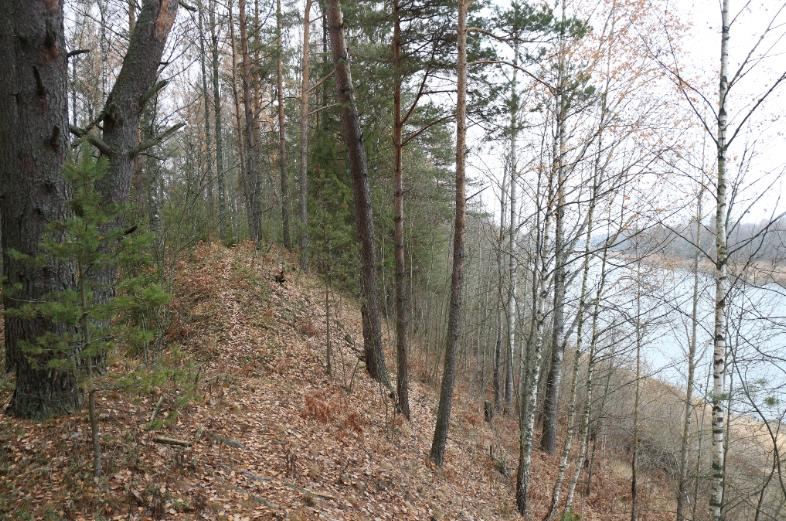
вид на Зап. Двину с городища
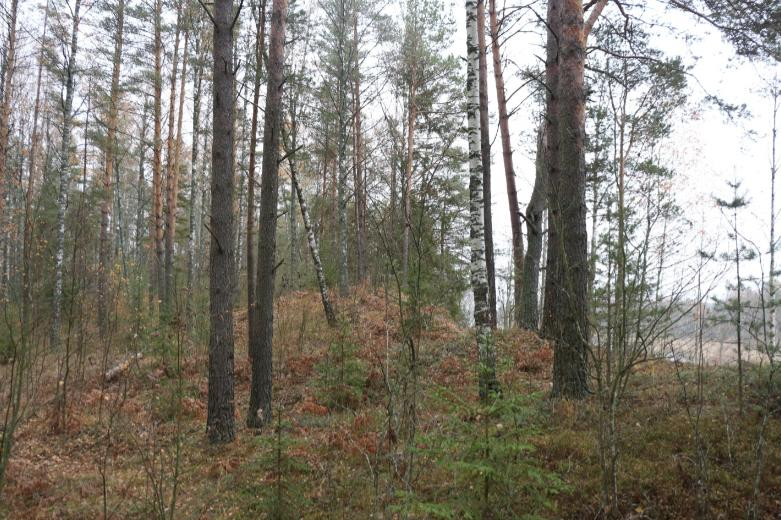
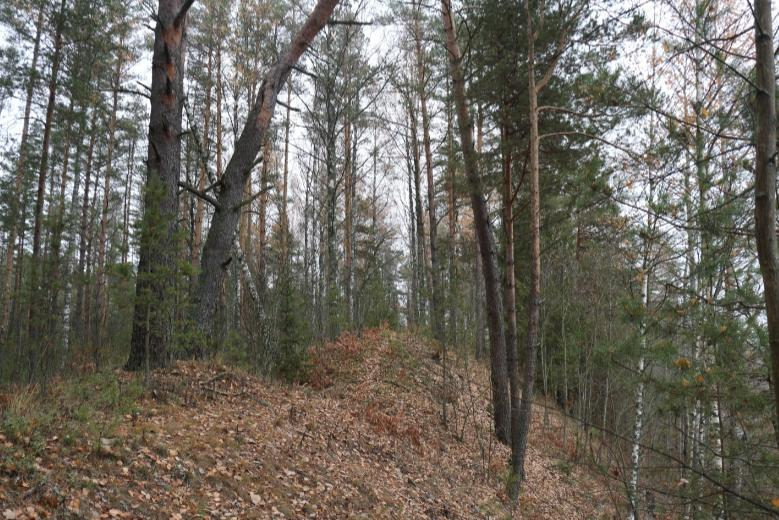
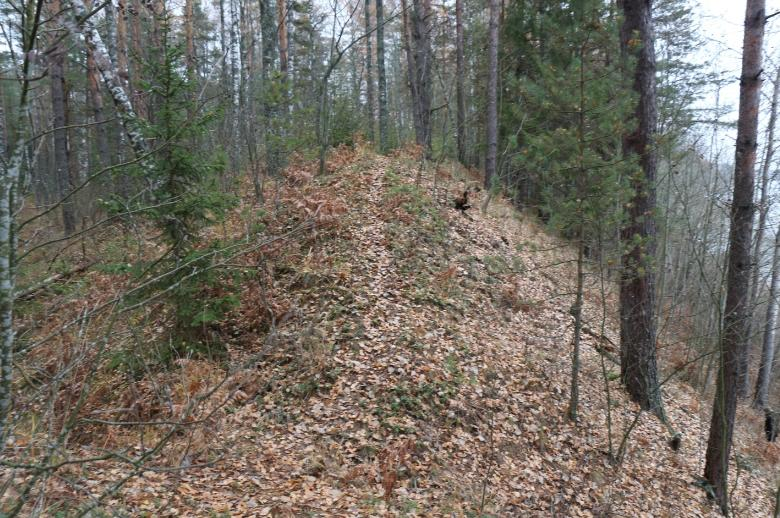
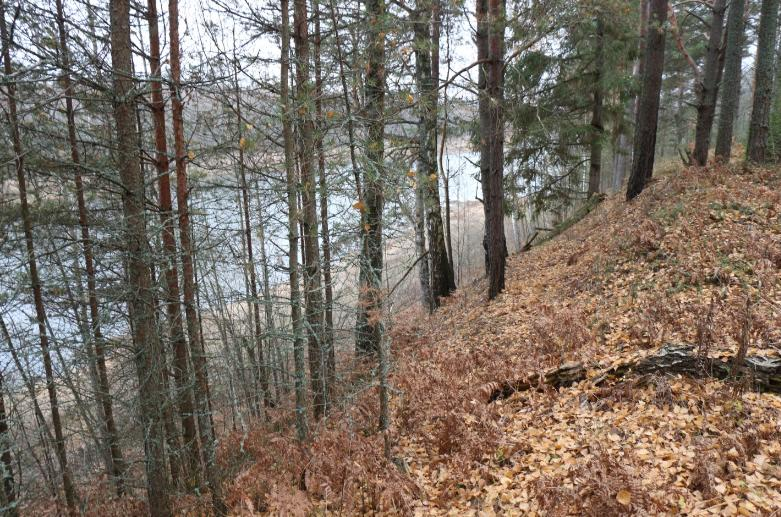
вид на Зап. Двину с городища
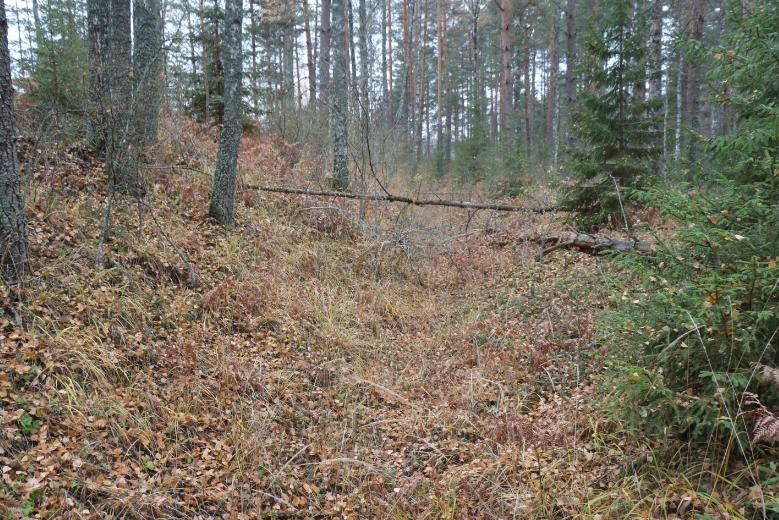
ров
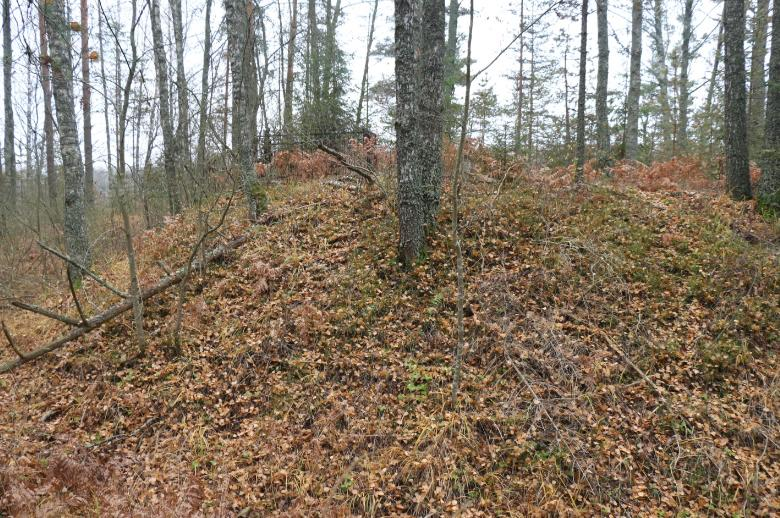
видно кладбище
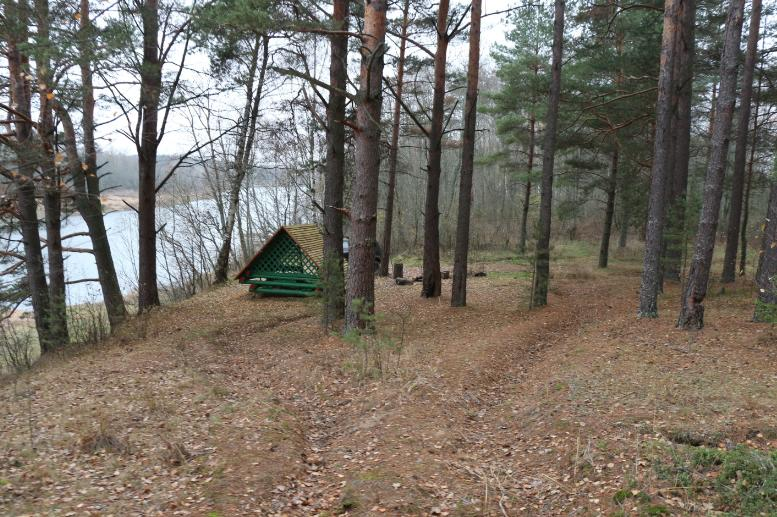
подъезд к городищу